# Mike Piazza
Michael Joseph „Mike“ Piazza (* 4. September 1968 in Norristown, Pennsylvania) ist ein ehemaliger US-amerikanischer Baseballspieler in der Major League Baseball (MLB), der als Catcher u. a. für die Los Angeles Dodgers und die New York Mets spielte. Er hält den Rekord für die meisten von einem Catcher geschlagenen Home Runs (427).
2016 wurde er für die Mets, bei denen er bis heute Kultstatus genießt, in die Baseball Hall of Fame aufgenommen.
Am 5. Mai 2004 schlug Piazza gegen die San Francisco Giants seinen 352. Home Run (erstes Inning gegen Pitcher Jerome Williams). Er löste damit Carlton Fisk als den Catcher mit den meisten geschlagenen Home Runs ab.

## Trivia
- Mike Piazza hatte einen Cameo-Auftritt in der Folge Baseball explosiv! der Zeichentrickserie What’s New Scooby Doo.
- 2002 hatte er einen weiteren Cameo-Auftritt in dem Film Ein Chef zum Verlieben.
- Er hatte 1994 einen Gastauftritt in Eine schrecklich nette Familie in der Folge Der Baseballstreik, in der er und andere Baseballstars wie Joe Morgan sich selbst spielten.
- Gaststar 1994 in der Serie Baywatch.
- Außerdem sang Piazza 2000 auf dem Black Label Society Album Stronger Than Death Backing-Vocals zum Titelsong und der Single Counterfeit God.
- Belle & Sebastian veröffentlichten im Jahr 2003 auf ihrem Album Dear Catastrophe Waitress das Lied Piazza, New York Catcher.